# Tour de France 2005/8. Etappe
Die 8. Etappe der Tour de France 2005 begann in Pforzheim, das bereits bei der Tour de France 1987 Ziel- und Startort gewesen war. Die Strecke führte zunächst über einige Ausläufer des nördlichen Schwarzwalds, danach durch die flache Ebene des Ortenaukreises, des Breisgaus und des mittleren Elsass. Zuletzt mussten die Vogesen überquert werden, mit dem 1139 Meter hohen Col de la Schlucht als Haupthindernis. Das Ziel befand sich in Gérardmer. Mit einer Länge von 231,5 Kilometern war es die zweitlängste Etappe der diesjährigen Tour.
Bereits beim ersten Anstieg nach Dobel vermochten sich Jörg Ludewig und Rubens Bertogliati vom Feld abzusetzen. Doch sie wurden wenig später von einem Quintett überholt; diesem gehörten unter anderem Jens Voigt und George Hincapie (zu dieser Zeit noch Zweiter im Gesamtklassement) an. Erst nach rund 70 Kilometern konnte das Feld wieder aufschließen.
Knapp 90 Kilometer vor dem Ziel bildete sich eine neue Fünfer-Spitzengruppe. Zu Beginn der 16 Kilometer langen Steigung zum Col de la Schlucht vermochte sich Pieter Weening abzusetzen. Die T-Mobile-Fahrer Alexander Winokurow, Jan Ullrich und Andreas Klöden brachten Lance Armstrong erstmals in Bedrängnis, da alle anderen Fahrer von Discovery Channel bereits abgehängt worden waren. Schließlich gelang es Klöden, sich von der Gruppe zu lösen und kurz vor der Passhöhe zu Weening aufzuschließen.
Nachdem Klöden die Bergwertung für sich entschieden hatte, konnten die zwei Spitzenfahrer in der Abfahrt hinunter nach Gérardmer ihren Vorsprung ausbauen. Im Spurt um den Etappensieg kam es zu einem Fotofinish. Weening siegte 9,6 Millimeter vor Klöden.

## Zwischensprints

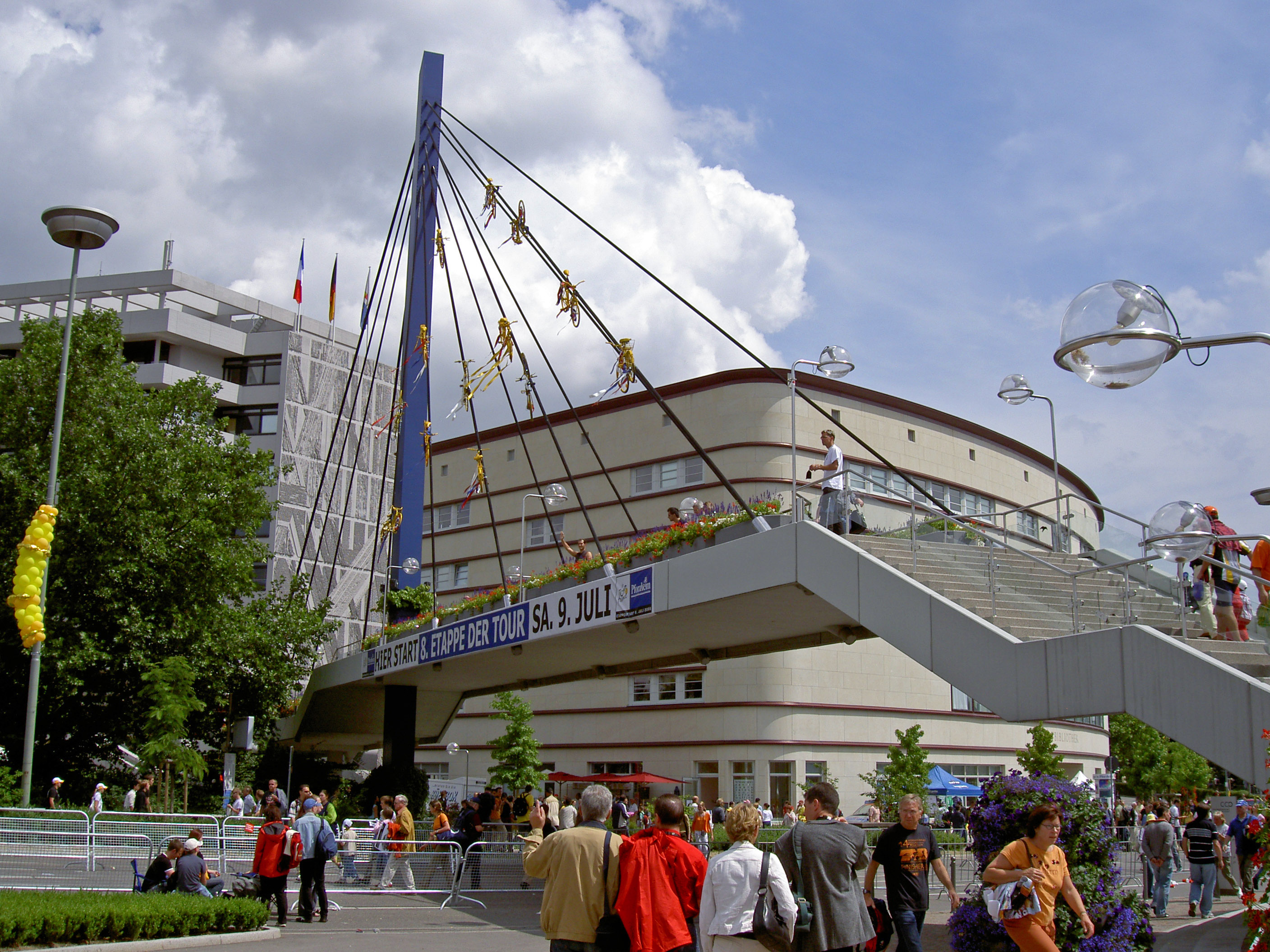
Startlinie in Pforzheim

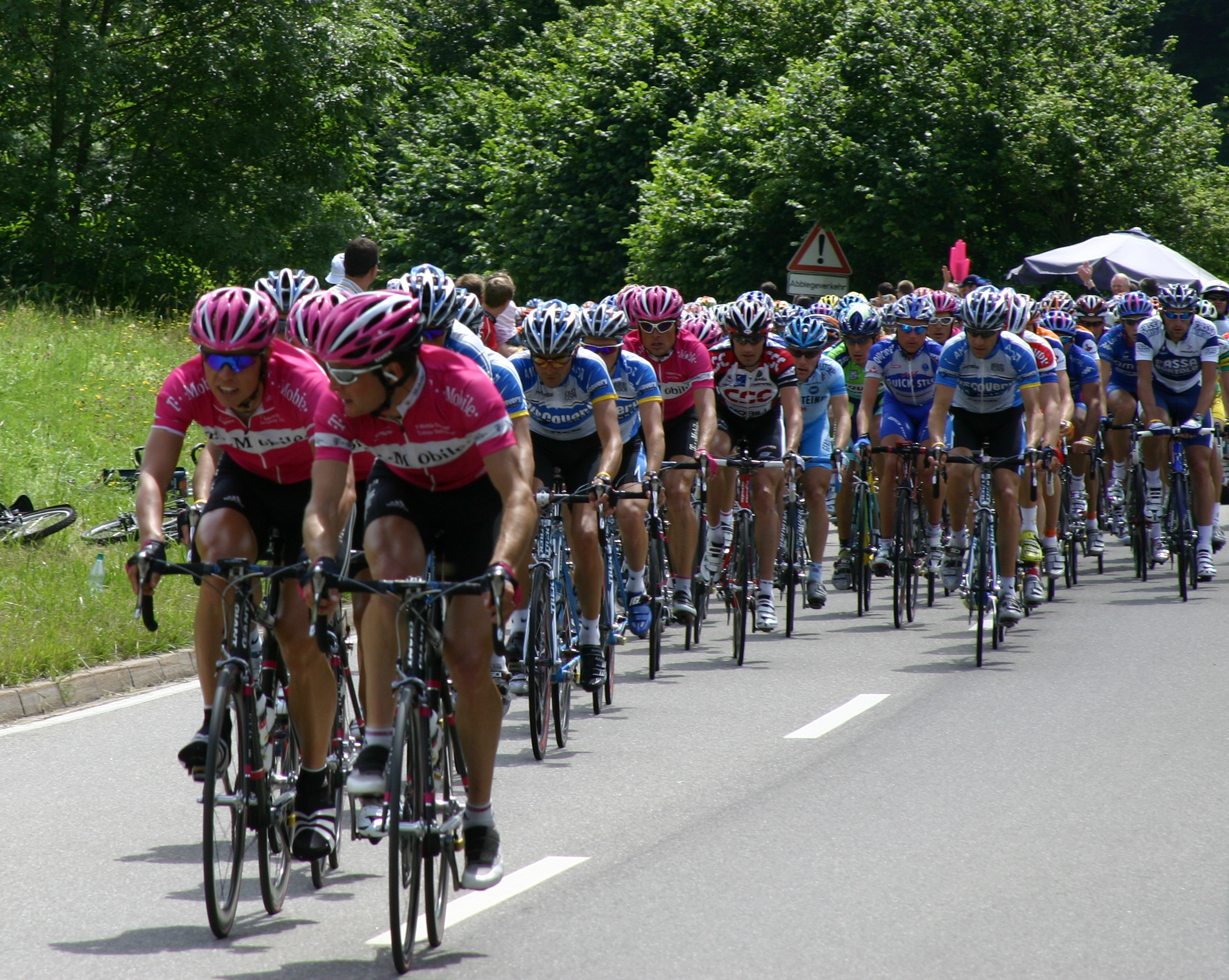
Hauptfeld bei Bad Herrenalb

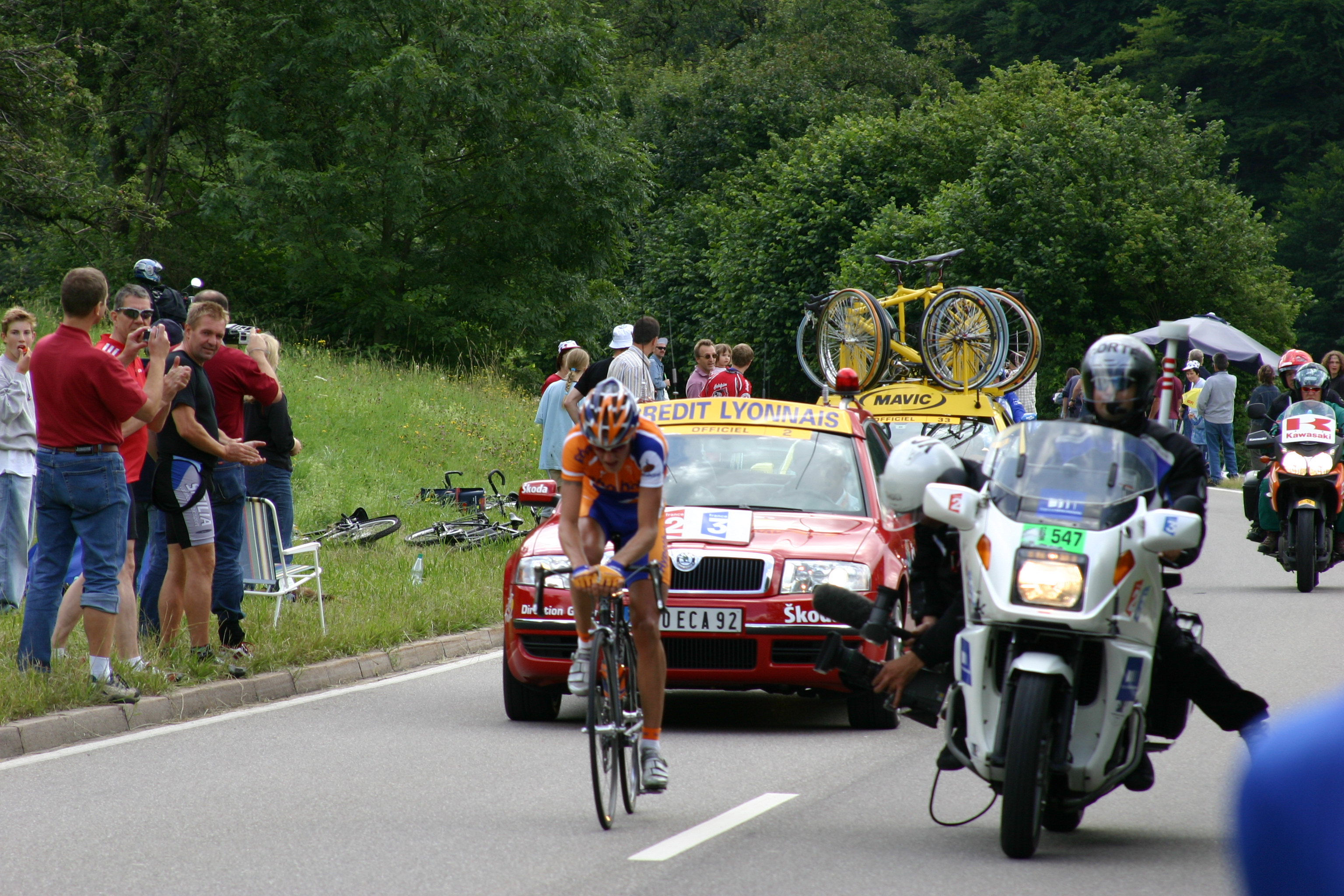
Michael Rasmussen bei Bad Herrenalb

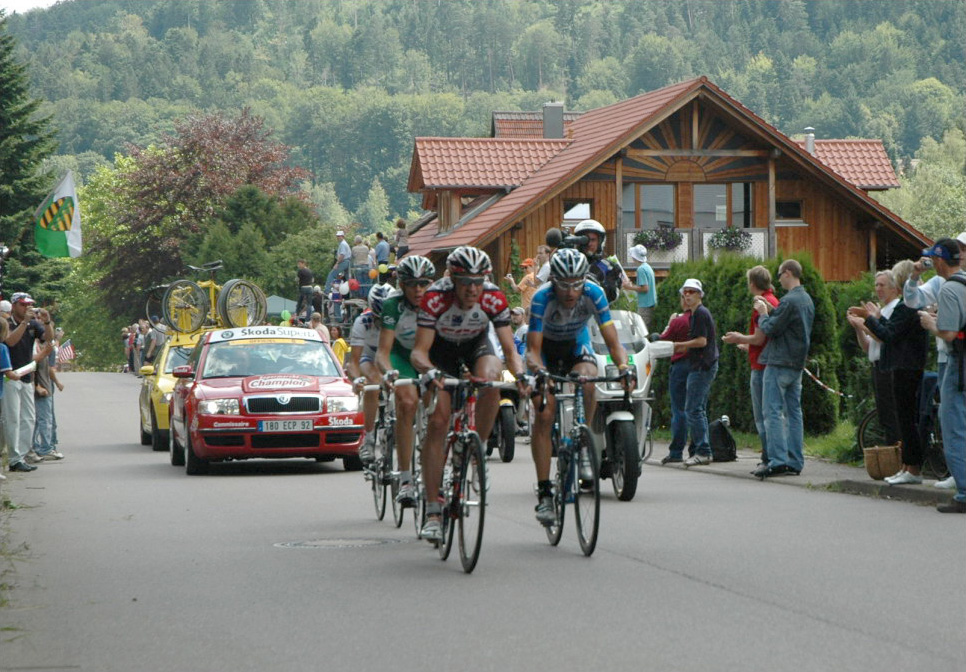
Die Verfolger mit Jens Voigt und George Hincapie

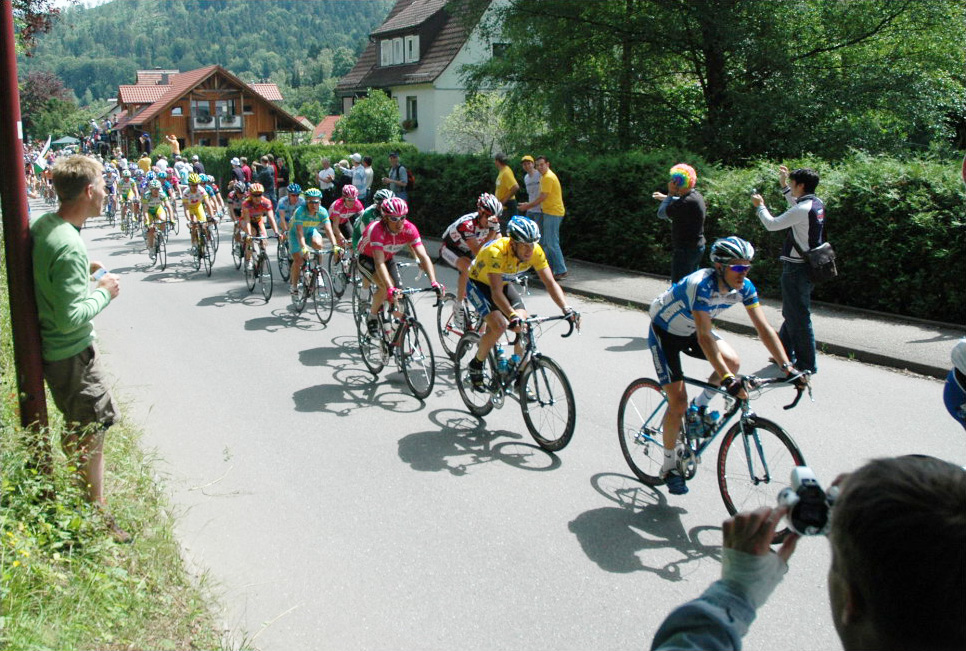
Lance Armstrong im gelben Trikot, dahinter Jan Ullrich und Alexander Vinokurov

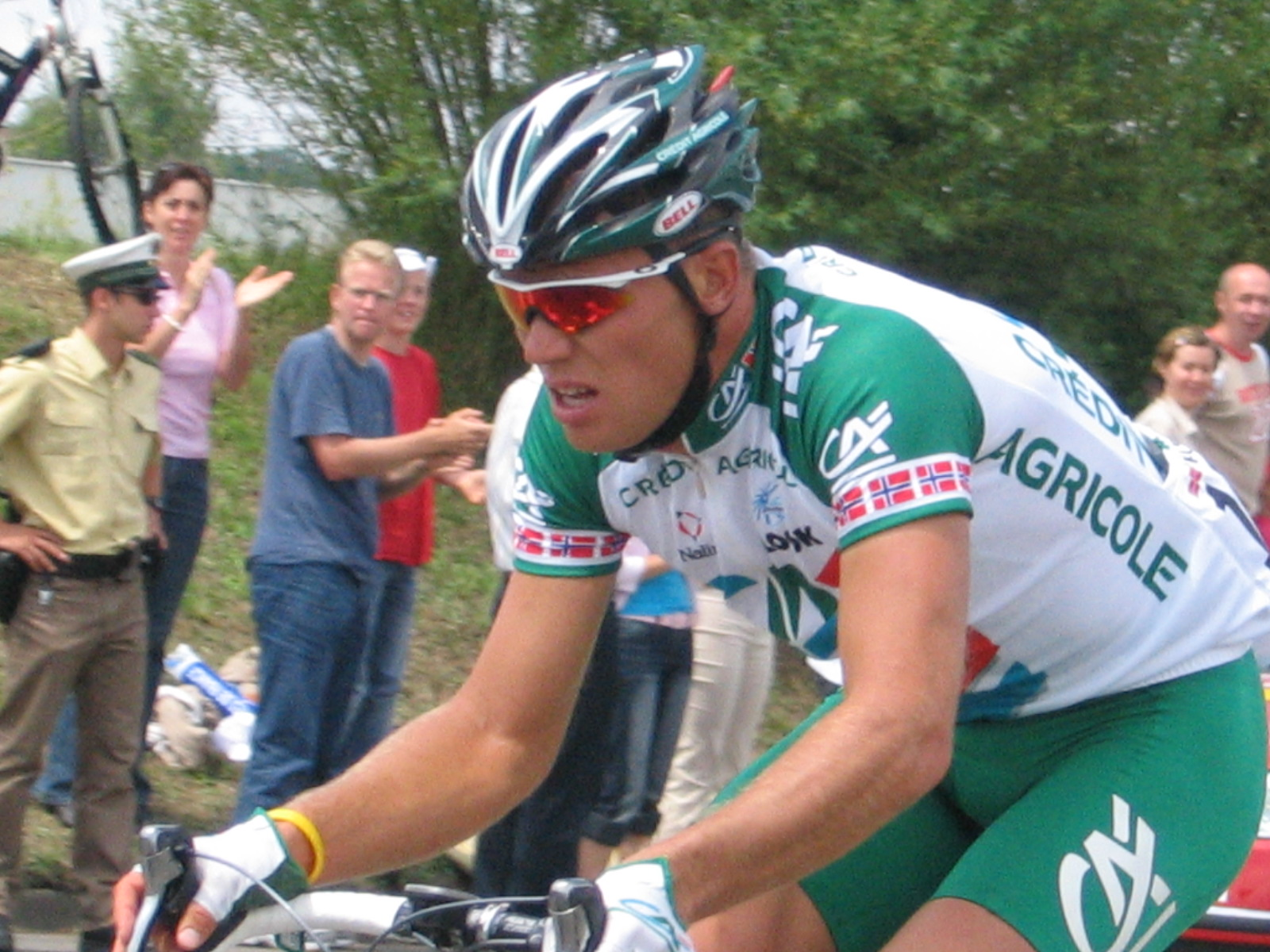
Thor Hushovd in Offenburg

1. Zwischensprint in Sasbach (64,5 km)
| Erster  | George Hincapie, 6 P. und 6 s      |
| Zweiter | Jens Voigt, 4 P. und 4 s           |
| Dritter | Andrei Kaschetschkin, 2 P. und 2 s |

2. Zwischensprint in Kenzingen (125,5 km)
| Erster  | Thor Hushovd, 6 P. und 6 s   |
| Zweiter | Nicki Sørensen, 4 P. und 4 s |
| Dritter | Sandy Casar, 2 P. und 2 s    |

3. Zwischensprint in Illhaeusern (162 km)
| Erster  | Salvatore Commesso, 6 P. und 6 s  |
| Zweiter | Juan Antonio Flecha, 4 P. und 4 s |
| Dritter | Cédric Vasseur, 2 P. und 2 s      |

## Bergwertungen
Dobel Kategorie 3 (14,5 km)
| Erster  | Michael Rasmussen, 4 P.    |
| Zweiter | Andrei Kaschetschkin, 3 P. |
| Dritter | Jens Voigt, 2 P.           |
| Vierter | George Hincapie, 1 P.      |

Bad Herrenalb Kategorie 3 (27 km)
| Erster  | Michael Rasmussen, 4 P.    |
| Zweiter | Andrei Kaschetschkin, 3 P. |
| Dritter | George Hincapie, 2 P.      |
| Vierter | Jens Voigt, 1 P.           |

Müllenbild Kategorie 3 (38,5 km)
| Erster  | Michael Rasmussen, 4 P.    |
| Zweiter | Jens Voigt, 3 P.           |
| Dritter | George Hincapie, 2 P.      |
| Vierter | Andrei Kaschetschkin, 1 P. |

Zimmerplatz (Nordschwarzwald) Kategorie 3 (48 km)
| Erster  | Michael Rasmussen, 4 P.    |
| Zweiter | Andrei Kaschetschkin, 3 P. |
| Dritter | Jens Voigt, 2 P.           |
| Vierter | George Hincapie, 1 P.      |

Col de la Schlucht Kategorie 2 (216 km)
| Erster   | Andreas Klöden, 20 P.    |
| Zweiter  | Pieter Weening, 18 P.    |
| Dritter  | Michael Rasmussen, 16 P. |
| Vierter  | Santiago Botero, 14 P.   |
| Fünfter  | Jan Ullrich, 12 P.       |
| Sechster | Bobby Julich, 10 P.      |